# World Qualifying Series 2014
Navigation
Édition précédente Édition suivante
Le World Qualifying Series 2014 est la 25e édition du circuit Qualifying Series de l'Association des surfeurs professionnels (ASP) qui constitue la ligue d'accès à l'élite mondiale du surf, le World Championship Tour. Il est composé au total de 48 compétitions (masculines et féminines confondues) organisées à travers le globe du 3 janvier au 6 décembre 2014. Les 10 meilleurs classés chez les hommes et les 5 meilleures classées chez les femmes (hors requalification via le World Tour) sont qualifiés pour le Championship Tour 2015.
Les Brésiliens Filipe Toledo et Silvana Lima sont sacrés champions du circuit. Chez les hommes, Jérémy Florès (11e), Brett Simpson (13e) et Ricardo Christie (16e) bénéficient de la requalification via le World Tour de Filipe Toledo (1er), Julian Wilson (3e), Jadson André (5e), Adriano de Souza (12e), Michel Bourez (14e) et Jordy Smith (15e). Chez les femmes, Tatiana Weston-Webb (6e) et Alessa Quizon (7e) bénéficient de la requalification de Coco Ho (2e) et Laura Enever (5e).

## Calendrier des épreuves

### Circuit masculin
| Date                    | Compétition                         | Site                         | Classe | Vainqueur           |
| ----------------------- | ----------------------------------- | ---------------------------- | ------ | ------------------- |
| 3–7 janvier             | Piping Hot Surf Festival            | Torquay, Australie           | 1 Star | Nathan Hedge        |
| 26 janvier–7 février    | Volcom Pipe Pro                     | North Shore d'Oahu, Hawaï    | 5 Star | Kelly Slater        |
| 1er–2 février           | Chiko MP Classic                    | Gold Coast, Australie        | 1 Star | Michael Wright      |
| 10–16 février           | Hurley Australian Open              | Sydney, Australie            | 6 Star | Adriano de Souza    |
| 16–23 février           | Burton Toyota Pro                   | Newcastle, Australie         | 6 Star | Matt Banting        |
| 8–13 avril              | Papara Surf Festival                | Papara, Tahiti               | 1 Star | Mateia Hiquily      |
| 10–13 avril             | Rio Baixas Pro                      | O Grove, Espagne             | 1 Star | Annulé              |
| 16–20 avril             | Rip Curl Pro Stamina                | Mar del Plata, Argentine     | 3 Star | Alex Ribeiro        |
| 20–25 mai               | Quiksilver Saquarema Prime          | Saquarema, Brésil            | Prime  | Wiggolly Dantas     |
| 16-22 juin              | Los Cabos Open of Surf              | San José del Cabo, Mexique   | 6 Star | Matt Banting        |
| 30 juin–6 juillet       | Mr Price Pro Ballito                | Ballito, Afrique du Sud      | Prime  | Tim Reyes           |
| 8–12 juillet            | Surf Open Acapulco                  | Acapulco, Mexique            | 4 Star | Luke Davis          |
| 14–21 juillet           | Murasaki Shonan Open                | Fujisawa, Japon              | 3 Star | Ryota Matsushita    |
| 26 juillet–3 août       | Vans US Open of Surfing             | Huntington Beach, États-Unis | Prime  | Filipe Toledo       |
| 5–10 août               | Maui and Sons Arica World Star Tour | Arica, Chili                 | 3 Star | Jesse Mendes        |
| 12–17 août              | Sooruz Lacanau Pro                  | Lacanau, France              | 5 Star | Tanner Gudauskas    |
| 18–24 août              | Vans Pro                            | Virginia Beach, États-Unis   | 4 Star | Michael Dunphy      |
| 26–31 août              | Pantin Classic Galicia Pro          | La Corogne, Espagne          | 3 Star | Leonardo Fioravanti |
| 27–31 août              | WRV Outer Banks Pro                 | Nags Head, États-Unis        | 2 Star | Michael Dunphy      |
| 2–7 septembre           | SATA Azores Pro by Sumol            | São Miguel, Açores           | Prime  | Jesse Mendes        |
| 11–14 septembre         | Pacifico Belmar Pro                 | Belmar, États-Unis           | 1 Star | Gabe Kling          |
| 24–28 septembre         | Siargao Cloud 9 Surfing Cup         | Siargao, Philippines         | 1 Star | Piso Alcala         |
| 30 septembre–4 octobre  | Shoe City Pro                       | Huntington Beach, États-Unis | 1 Star | Kanoa Igarashi      |
| 7–11 octobre            | Cascais Billabong Pro               | Cascais, Portugal            | Prime  | Jadson André        |
| 8–12 octobre            | Komune Bali Pro                     | Bali, Indonésie              | 1 Star | Dede Suryana        |
| 11–13 octobre           | Malibu Hyuga Pro                    | Hyūga , Japon                | 2 Star | Takumi Nakamura     |
| 18–25 octobre           | Oceano Santa Catarina Pro14         | Florianópolis, Brésil        | 6 Star | Michael Rodrigues   |
| 27 octobre–1er novembre | Mahalo Surf Eco Festival            | Itacaré, Brésil              | 4 Star | Alex Ribeiro        |
| 27 octobre–10 novembre  | HIC Pro Sunset                      | Sunset Beach, Hawaï          | 4 Star | Danny Fuller        |
| 3–9 novembre            | O'Neill SP Prime                    | Maresias, Brésil             | Prime  | Filipe Toledo       |
| 12–23 novembre          | Reef Hawaiian Pro                   | Oahu, Hawaï                  | Prime  | Dusty Payne         |
| 12–16 novembre          | Taiwan Open of Surfing              | Taitung, Taïwan              | 1 Star | Jordan Lawler       |
| 24 novembre–6 décembre  | Vans World Cup                      | Sunset Beach, Hawaï          | Prime  | Michel Bourez       |
| 25–28 novembre          | Hainan Classic                      | Hainan, Chine                | 4 Star | Deivid Silva        |

### Circuit féminin
| Date                  | Compétition                            | Site                       | Classe | Vainqueur        |
| --------------------- | -------------------------------------- | -------------------------- | ------ | ---------------- |
| 3-7 janvier           | Piping Hot Surf Festival               | Torquay, Australie         | 1 Star | Stephanie Single |
| 10–16 février         | Hurley Australian Open                 | Sydney, Australie          | 6 Star | Carissa Moore    |
| 17–23 février         | Hunter Ports Women's Classic           | Newcastle, Australie       | 6 Star | Malia Manuel     |
| 11–21 mars            | Surf n Sea Pipeline Pro                | North Shore d'Oahu, Hawaï  | 1 Star | Bethany Hamilton |
| 20–23 mars            | Rip Curl Women's Pro San Bartolo       | San Bartolo, Pérou         | 4 Star | Sofía Mulánovich |
| 10–13 avril           | Rias Baixas Women's Pro                | O Grove, Espagne           | 1 Star | Annulé           |
| 29 avril–4 mai        | Port Taranaki Pro                      | Taranaki, Nouvelle-Zélande | 6 Star | Silvana Lima     |
| 16–22 juin            | Los Cabos Open of Surf                 | San José del Cabo, Mexique | 6 Star | Coco Ho          |
| 8–10 août             | Supergirl Pro                          | Oceanside, États-Unis      | 6 Star | Sage Erickson    |
| 20–24 août            | Swatch Girls Pro France                | Seignosse, France          | 6 Star | Nikki Van Dijk   |
| 26–31 août            | Pantin Classic Galicia Pro             | La Corogne, Espagne        | 6 Star | Silvana Lima     |
| 18–23 octobre         | Oceano Santa Catarina Pro14            | Florianópolis, Brésil      | 5 Star | Coco Ho          |
| 27 octobre–2 novembre | Mahalo Surf Eco Festival               | Itacaré, Brésil            | 4 Star | T. Weston-Webb   |
| 13–16 novembre        | Maui and Sons Pichilemu Woman's Pro QS | Punta de Lobos, Chili      | 3 Star | Dax McGill       |

## Classements
| Classement masculin |                   |        |
| 1er                 | Filipe Toledo     | 20 020 |
| 2e                  | Matt Banting      | 17 920 |
| 3e                  | Julian Wilson     | 17 585 |
| 4e                  | Wiggolly Dantas   | 16 745 |
| 5e                  | Jadson André      | 16 240 |
| 6e                  | Adam Melling      | 15 550 |
| 7e                  | Ítalo Ferreira    | 14 505 |
| 8e                  | Matt Wilkinson    | 13 800 |
| 9e                  | Keanu Asing       | 13 600 |
| 10e                 | Dusty Payne       | 13 594 |
| 11e                 | Jérémy Florès     | 13 030 |
| 12e                 | Adriano de Souza  | 12 089 |
| 13e                 | Brett Simpson     | 12 045 |
| 14e                 | Michel Bourez     | 12 020 |
| 15e                 | Jordy Smith       | 11 940 |
| 16e                 | Ricardo Christie  | 11 565 |
| 17e                 | Tomas Hermes      | 11 180 |
| 18e                 | Garrett Parkes    | 10 540 |
| 19e                 | Jack Freestone    | 10 440 |
| 20e                 | Joan Duru         | 10 300 |
| 21e                 | Jesse Mendes      | 10 170 |
| 22e                 | Charly Martin     | 10 125 |
| 23e                 | Jonathan González | 9 950  |
| 24e                 | Tim Reyes         | 9 750  |
| 25e                 | Willian Cardoso   | 9 285  |

| Classement féminin |                     |        |
| 1er                | Silvana Lima        | 12 200 |
| 2e                 | Coco Ho             | 10 700 |
| 3e                 | Sage Erickson       | 9 870  |
| 4e                 | Nikki Van Dijk      | 9 305  |
| 5e                 | Laura Enever        | 9 280  |
| 6e                 | Tatiana Weston-Webb | 8 720  |
| 7e                 | Alessa Quizon       | 8 434  |
| 8e                 | Malia Manuel        | 7 140  |
| 9e                 | Keely Andrew        | 7 100  |
| 10e                | Dimity Stoyle       | 5 860  |
| 11e                | Pauline Ado         | 5 760  |
| 12e                | Paige Hareb         | 5 610  |
| 13e                | Nage Melamed        | 5 370  |
| 14e                | Bronte MacAulay     | 4 893  |
| 15e                | Brianna Cope        | 4 863  |
| 16e                | Maud Le Car         | 4 615  |
| 17e                | Alizé Arnaud        | 4 430  |
| 18e                | Mahinda Maeda       | 4 350  |
| 19e                | Leila Hurst         | 4 290  |
| 20e                | Ellie-Jean Coffey   | 4 160  |
| 21e                | Holly-Sue Coffey    | 3 793  |
| 22e                | Bianca Buitendag    | 3 760  |
| 23e                | Georgia Fish        | 3 632  |
| 24e                | Anali Gomez         | 3 673  |
| 25e                | Chelsea Tuach       | 3 500  |